# Copa CECAFA 2006
La Copa CECAFA del 2006 fue la edición número 30 del campeonato regional del África del Este.
Todos los partidos se jugaron en Addis Abeba del 25 de noviembre hasta el 10 de diciembre.

## Información
- Kenia no formó parte del torneo por estar suspendido por la FIFA.

- Eritrea se negó a participar en el certamen por su ya conocida rivalidad con Etiopía.

- Zambia y  Malaui fueron invitados para cubrir los lugares de  Kenia y  Eritrea.

## Grupo A
| Equipo   | Pts | Pld | W | D | L | GF | GA | GD  |
| -------- | --- | --- | - | - | - | -- | -- | --- |
| Tanzania | 9   | 3   | 3 | 0 | 0 | 7  | 2  | +5  |
| Etiopía  | 6   | 3   | 2 | 0 | 1 | 6  | 2  | +4  |
| Malaui   | 3   | 3   | 1 | 0 | 2 | 4  | 3  | +1  |
| Yibuti   | 0   | 3   | 0 | 0 | 3 | 0  | 10 | -10 |

| 25 de noviembre de 2006, 14:00 | Etiopía           | 1:2 (1:1) | Tanzania                            | Estadio Nacional de Addis Abeba, Addis Abeba |  |
|                                | Binyam Assefa 24' |           | Amir Maftaha 42' · Bantu Adimin 60' |                                              |  |

| 26 de noviembre de 2006, 11:00 | Malawi                                                       | 3:0 (1:0) | Yibuti | Estadio Nacional de Addis Abeba, Addis Abeba |  |
|                                | Peter Wadabwa 6' · Noel Mkandawire 52' · Heston Munthali 82' |           |        |                                              |  |

| 28 de noviembre de 2006, 12:00 | Tanzania                              | 2:1 (1:1) | Malawi            | Estadio Nacional de Addis Abeba, Addis Abeba |  |
|                                | Danny Mrwanda 5' · Bantu Adimin 90+1' |           | Peter Wadabwa 15' |                                              |  |

| 28 de noviembre de 2006, 14:00 | Etiopía                                                                                        | 4:0 (2:0) | Yibuti | Estadio Nacional de Addis Abeba, Addis Abeba |  |
|                                | Dawit Mebratu 27' (pen.) · Tafesse Tesfaye 45' · Behailu Demeke 56' (pen.) · Bizuneh Worku 63' |           |        |                                              |  |

| 1 de diciembre de 2006, 11:00 | Yibuti | 0:3 (0:2) | Tanzania                                             | Estadio Nacional de Addis Abeba, Addis Abeba |  |
|                               |        |           | Mrisho Ngassa 4' · Salum Sued 44' · Jerry Tegete 59' |                                              |  |

| 1 de diciembre de 2006, 13:00 | Malawi | 0:1 (0:1) | Etiopía           | Estadio Nacional de Addis Abeba, Addis Abeba |  |
|                               |        |           | Dawit Mebratu 43' |                                              |  |

## Grupo B
| Equipo   | Pts | Pld | W | D | L | GF | GA | GD |
| -------- | --- | --- | - | - | - | -- | -- | -- |
| Burundi  | 4   | 2   | 1 | 1 | 0 | 3  | 2  | +1 |
| Zambia   | 3   | 2   | 1 | 0 | 1 | 6  | 3  | +3 |
| Zanzíbar | 1   | 2   | 0 | 1 | 1 | 0  | 4  | -4 |

| 26 de noviembre de 2006, 13:00 | Burundi                                                           | 3:2 (3:0) | Zambia                                | Estadio Nacional de Addis Abeba, Addis Abeba |  |
|                                | Alan Ndizeye 8' · Aime Nzohabonayo 17' · Suleiman Ndikumana 45+2' |           | Rainsford Kalaba 61' · Dube Phiri 87' |                                              |  |

| 29 de noviembre de 2006, 12:00 | Zanzíbar | 0:0 | Burundi | Estadio Nacional de Addis Abeba, Addis Abeba |  |

| 2 de diciembre de 2006, 14:00 | Zambia                                                        | 4:0 (2:0) | Zanzíbar | Estadio Nacional de Addis Abeba, Addis Abeba |  |
|                               | Dube Phiri 35' 37' · Felix Katongo 69' · Rainsford Kalaba 73' |           |          |                                              |  |

## Grupo C
| Equipo  | Pts | Pld | W | D | L | GF | GA | GD |
| ------- | --- | --- | - | - | - | -- | -- | -- |
| Uganda  | 9   | 3   | 3 | 0 | 0 | 5  | 1  | +4 |
| Sudán   | 4   | 3   | 1 | 1 | 1 | 4  | 2  | +2 |
| Ruanda  | 4   | 3   | 1 | 1 | 1 | 3  | 1  | +2 |
| Somalia | 0   | 3   | 0 | 0 | 3 | 0  | 8  | -8 |

| 27 de noviembre de 2006, 11:00 | Ruanda                                                         | 3:0 (1:0) | Somalia | Estadio Nacional de Addis Abeba, Addis Abeba |  |
|                                | Yusuf Kayihura 19' · Robert Ujeneza 70' · Haruna Niyonzima 87' |           |         |                                              |  |

| 27 de noviembre de 2006, 13:00 | Sudán             | 1:2 (1:0) | Uganda                                           | Estadio Nacional de Addis Abeba, Addis Abeba |  |
|                                | Mugahid Ahmed 45' |           | Geoffrey Serenkuma 72' · Simon Masaba 87' (pen.) |                                              |  |

| 30 de noviembre de 2006, 12:00 | Somalia | 0:3 (0:1) | Sudán                                    | Estadio Nacional de Addis Abeba, Addis Abeba |  |
|                                |         |           | Gemi Natali 16' 79' · Zuhar Zacariah 69' |                                              |  |

| 30 de noviembre de 2006, 14:00 | Uganda                 | 1:0 (0:0) | Ruanda | Estadio Nacional de Addis Abeba, Addis Abeba |  |
|                                | Geoffrey Serenkuma 60' |           |        |                                              |  |

| 3 de diciembre de 2006, 12:00 | Uganda                                 | 2:0 (2:0) | Somalia | Estadio Nacional de Addis Abeba, Addis Abeba |  |
|                               | Dan Wagaluka 11' · Alimansi Kadogo 17' |           |         |                                              |  |

| 3 de diciembre de 2006, 14:00 | Ruanda | 0:0 | Sudán | Estadio Nacional de Addis Abeba, Addis Abeba |  |

## Cuartos de final
| 5 de diciembre de 2006, 11:00 | Tanzania         | 1:2 (1:1) | Ruanda                                          | Estadio Nacional de Addis Abeba, Addis Abeba |  |
|                               | Jerry Tegete 29' |           | Robert Ujeneza 45' · Genet Witakenge 57' (pen.) |                                              |  |

| 5 de diciembre de 2006, 14:00 | Etiopía | 0:1 (0:0) | Zambia             | Estadio Nacional de Addis Abeba, Addis Abeba |  |
|                               |         |           | Jonas Sakuwaha 87' |                                              |  |

| 6 de diciembre de 2006, 12:00 | Uganda | 0:0 (4:2 p.) | Malawi | Estadio Nacional de Addis Abeba, Addis Abeba |  |

| 6 de diciembre de 2006, 14:00 | Burundi | 0:1 (0:0) | Sudán                     | Estadio Nacional de Addis Abeba, Addis Abeba |  |
|                               |         |           | Richard Lado 90+5' (pen.) |                                              |  |

## Semifinales
| 8 de diciembre de 2006, 12:00 | Ruanda | 0:1 (0:1) | Zambia             | Estadio Nacional de Addis Abeba, Addis Abeba |  |
|                               |        |           | Ignatius Lwipa 25' |                                              |  |

| 8 de diciembre de 2006, 14:00 | Uganda                                       | 2:2 (1:1) (5:6 p.) | Sudán                                      | Estadio Nacional de Addis Abeba, Addis Abeba |  |
|                               | Vincent Kayizzi 15' · Geoffrey Serenkuma 81' |                    | Bader El Doud Abdalla 2' · Yusuf Ahmed 55' |                                              |  |

## Tercer Lugar
| 10 de diciembre de 2006, 10:00 | Ruanda | 0:0 (2:4 p.) | Uganda | Estadio Nacional de Addis Abeba, Addis Abeba |  |
|                                |        |              |        | Asistencia: 14000 espectadores               |  |

## Final
| 10 de diciembre de 2006, 12:00 | Sudán | 0:0 (10:11 p.) | Zambia | Estadio Nacional de Addis Abeba, Addis Abeba |  |
|                                |       |                |        | Asistencia: 17000 espectadores               |  |

Zambia ganó 11-10 en penales. Pero el trofeo fue para Sudán, porque Zambia era un equipo juvenil.
| Sudán          |
| Campeón Sudán  |
| Segundo título |

## Goleadores
| Jugador               | Selección | Goles |
| --------------------- | --------- | ----- |
| Dube Phiri            | Zambia    | 3     |
| Geoffrey Serenkuma    | Uganda    | 3     |
| Peter Wadabwa         | Malaui    | 2     |
| Bantu Adimin          | Tanzania  | 2     |
| Gemi Natali           | Sudán     | 2     |
| Dawit Mebratu         | Etiopía   | 2     |
| Rainsford Kalaba      | Zambia    | 2     |
| Jerry Tegete          | Tanzania  | 2     |
| Robert Ujeneza        | Ruanda    | 2     |
| Binyam Assefa         | Etiopía   | 1     |
| Amir Maftaha          | Tanzania  | 1     |
| Noel Mkandawire       | Malaui    | 1     |
| Heston Munthali       | Malaui    | 1     |
| Alan Ndizeye          | Burundi   | 1     |
| Aime Nzohabonayo      | Burundi   | 1     |
| Suleiman Ndikumana    | Burundi   | 1     |
| Mugahid Ahmed         | Sudán     | 1     |
| Simon Masaba          | Uganda    | 1     |
| Yusuf Kayihura        | Ruanda    | 1     |
| Haruna Niyonzima      | Ruanda    | 1     |
| Danny Mrwanda         | Tanzania  | 1     |
| Zuhar Zacariah        | Sudán     | 1     |
| Tafesse Tesfaye       | Etiopía   | 1     |
| Behailu Demeke        | Etiopía   | 1     |
| Bizuneh Worku         | Etiopía   | 1     |
| Mrisho Ngassa         | Tanzania  | 1     |
| Salum Sued            | Tanzania  | 1     |
| Felix Katongo         | Zambia    | 1     |
| Dan Wagaluka          | Uganda    | 1     |
| Alimansi Kadogo       | Uganda    | 1     |
| Jonas Sakuwaha        | Zambia    | 1     |
| Genet Witakenge       | Ruanda    | 1     |
| Richard Lado          | Sudán     | 1     |
| Ignatius Lwipa        | Etiopía   | 1     |
| Vincent Kayizzi       | Uganda    | 1     |
| Bader El Doud Abdalla | Sudán     | 1     |
| Yusuf Ahmed           | Sudán     | 1     |